# Kammerprokurator
Der Kammerprokurator oder Kammerfiskal war im Mittelalter und in der frühen Neuzeit ein Ministeriale oder Beamter des Landesherrn, der die Interessen der „Kammer“ (der Finanzen des Fürsten, also des Fiskus) zu vertreten hatte, unter anderem bei Gericht.
Er war im weiteren Sinne ein Angehöriger der landesfürstlichen Finanzverwaltung. Er hatte dafür zu sorgen, dass die der Kammer zustehenden Einkünfte auch wirklich eingingen. Deshalb wurde er mit der Überwachung der verschiedenen Steuereinnehmer und gelegentlich auch der ständischen Beamten betraut. Notfalls musste er ausbleibende Gelder für den Fürsten vor Gericht einklagen. Aufgrund dessen wurden meist Rechtsgelehrte aus bürgerlichem Stand zu Kammerprokuratoren berufen.
Aufgabenbereich und Befugnisse der Kammerprokuratoren unterschieden sich von Land zu Land. Im Laufe der Zeit wurden die Kammerprokuratoren auch in anderen Angelegenheiten zu Vertretern des im Entstehen begriffenen modernen Staates. In Österreich waren sie Vorläufer der Staatsanwälte.

## Historische Entwicklung
Kaiser Friedrich II. setzte um 1225 in Sizilien procuratores fisci vel curiae (dt. Prokuratoren des Fiskus und des Hofes) ein. Diese Einrichtung gilt als Ursprung aller europäischen Fiskalate. Vom sachlichen Umfang seiner Tätigkeit erinnert das sizilianische Fiskalat an die advocati fisci der römischen Kaiserzeit. Von Sizilien aus gelangte das Amt des Fiskalats durch die Herrscher aus dem Haus Anjou, die nach dem Tod des letzten Hohenstaufers Mitte des 13. Jahrhunderts die Nachfolge in Sizilien angetreten hatten, zunächst nach Frankreich (procureurs et advocats du roi) und über König Jakob II. von Aragon wahrscheinlich auch nach Spanien, wo es bis heute im Ministerio fiscal fortlebt.
In den deutschen Ländern des Heiligen römischen Reiches deutscher Nation sind procuratores fisci seit dem 15. Jahrhundert nachweisbar. Die Hoheitsrechte der Landesfürsten gegenüber den Untertanen, insbesondere aber gegenüber den politisch berechtigten Ständen waren im Spätmittelalter relativ begrenzt. Überschritt der Fürst seine Rechte, so konnten auch die Untertanen vor dessen Gerichten Recht suchen und der Landesherr musste es ihnen gewähren. Bei derartigen Rechtsstreitigkeiten ließen sich die Fürsten durch die Kammerprokuratoren vertreten.
Als erster Reichsfiskal, also Rechtsvertreter des Kaisers ist Dr. Bartholus aus Pisa 1421 urkundlich nachweisbar. Etwa ab 1500 konnten am Reichskammergericht nur noch rechtsgelehrte Personen Fiskale werden. Der Fiskal übte zwei Funktionen aus. Er war einerseits bevollmächtigter
Prozessvertreter, andererseits fungierte er auch als Vorbereiter bzw. Leiter des Rechtsstreites außerhalb des Prozesses, was ihn zum advocatus machte.
Da der Landesfürst in „seinen“ Prozessen sowohl als Richter als auch als Partei zugleich auftritt, übertrug er besonderen Vertretern seine Ansprüche und stattete diese Anwälte mit der Parteirolle aus. Klagen gegen die Person des Landesfürsten werden schon zur Wahrung der Würde des Herrschers formell gegen den Fiskal gerichtet. Zunächst bestellte der Landesfürst nur von Fall zu Fall Vertreter für seine Prozesse. Weil die Zahl der Verfahren stetig wuchs und der Landesherr erkannte, dass seine Prozessvertreter als Mittel zum Kampf gegen die immer stärker werdenden Stände geeignet waren, ernannte er ausschließlich für diese Aufgabe ständige Beamte, Fiskale oder Kammerprokuratoren. Sie wurden in der Habsburgermonarchie der fürstlichen Hofkammer untergeordnet. Nur mit ihrer Erlaubnis durften Prozesse angestrengt werden. Ohne Vorwissen des Landesfürsten sollten sich weder Kammer noch Fiskale in gerichtliche Handlungen einlassen. Aus der Aufgabe, Geldbußen einzutreiben, fiel dem Fiskal auch nach und nach die Rolle eines öffentlichen Anklägers zu. Zu dem Recht, Vermögensstrafen zu verhängen, trat später die Befugnis hinzu, in allgemeinen Strafsachen einzuschreiten.
Die Stände erkannten schnell, dass durch die ständige behördenmäßig organisierte Vertretung der landesfürstlichen Interessen ihre Autonomierechte in Gefahr gerieten. Schon 1502 forderten die steierischen Stände deshalb von Maximilian I. die Abschaffung des Kammerfiskals. Der Kaiser dachte jedoch nicht daran, er änderte nur die Bezeichnung des ungeliebten Amtes in Kammerprokuratur. Das Fiskalat war in den österreichischen Ländern schon um 1500 ein fester Bestandteil des Behördenorganismus. Nach 1526 versuchten die Habsburger das Amt auch in den neu gewonnenen böhmischen Ländern zu etablieren, was freilich nicht überall gelang. In der Oberlausitz zum Beispiel wurde die Kammerprokuratur gegen starke Bedenken der Stände von Kaiser Rudolf II. eingerichtet und auch in sächsischer Zeit von den Wettinern beibehalten.
Siehe auch: Prokurator, Finanzprokuratur